# Jorge Lanata
Jorge Ernesto Lanata (Mar del Plata, 12 de septiembre de 1960-Buenos Aires, 30 de diciembre de 2024) fue un periodista y escritor argentino. Incursionó en géneros como el periodismo de investigación, la literatura, el documental, la televisión, el cine y el teatro de revista; intervino en la fundación de diarios, revistas y portales de noticias. Fue considerado por la prensa internacional como «el periodista más influyente del país».
Fundó y dirigió durante su primera década al diario Página/12, condujo Lanata sin Filtro por Radio Mitre y los ciclos televisivos Día D por América TV  y Periodismo para Todos por Canal 13. Escribíó una importante columna en el diario Clarín.

## Biografía
Era proveniente de una familia de clase media de Sarandí, en Avellaneda (provincia de Buenos Aires). Su padre era Ernesto Eduardo Jaime Lanata, dentista, y María Angélica Álvarez. Cuando tenía siete años, su madre quedó postrada producto de una operación cerebral por un cáncer. Fue educado por sus tías y su abuela.
Su primera entrevista fue al poeta Conrado Nalé Roxlo, a quien buscó en la guía telefónica. Lo hizo a partir de que en la escuela primaria les pidieron alguna entrevista a alguien cercano, pero él fue más allá.
Comenzó escribiendo en Colmena, el medio de su escuela secundaria ―el Colegio San Martín (de Avellaneda)―, y el diario La Ciudad de Avellaneda reprodujo algunas de esas notas.
En 1974, a los 14 años, empezó a trabajar con la redacción de cables informativos en Radio Nacional, donde estaba inscripto como integrante de la banda y su papá debía ir a cobrar por él. Ese año ganó el Segundo Premio Municipal de Ensayo con «El tema social en el cine argentino». En 1978 egresó del Colegio San Martín.
Durante la última dictadura cívico-militar (1976-1983), trabajó como mozo en un bar que aún existe. En 1977, redactó notas para la revista Siete Días.
En 2006 recibió el «Premio a la Libertad», otorgado por la Fundación Atlas para una Sociedad Libre, que promociona el libre mercado y de la cual es uno de sus exclusivos miembros. Participa de charlas y debates organizados por otra ONG liberal: la Fundación Libertad.
En 2013 le ofrecieron candidatearse como político pero se negó, aduciendo que es un periodista y que solo se dedica a informar.
Junto a su expareja, Andrea Rodríguez, tuvo a su primera hija, Bárbara. Contrajo matrimonio con Patricia Orlando desde 1984 al 1986, luego con Silvina Chediek desde 1990 al 1991, y con Sara Stewart Brown entre 1998 y 2016 (con quien tuvo a su segunda hija, Lola). Elba Marcovecchio fue su última esposa.

### Fallecimiento
El 14 de junio de 2024, el periodista ingresó al Hospital Italiano, en el barrio porteño de Almagro, para realizarse estudios clínicos programados. Durante una tomografía pulmonar, sufrió una descompensación y un leve infarto que requirieron su internación en terapia intensiva. Permaneció con cuidados desde entonces, experimentó algunas mejorías iniciales, aunque su salud fue deteriorándose con el paso de los meses. Falleció allí el 30 de diciembre de 2024 a los 64 años.

## Trayectoria

### Gráfica

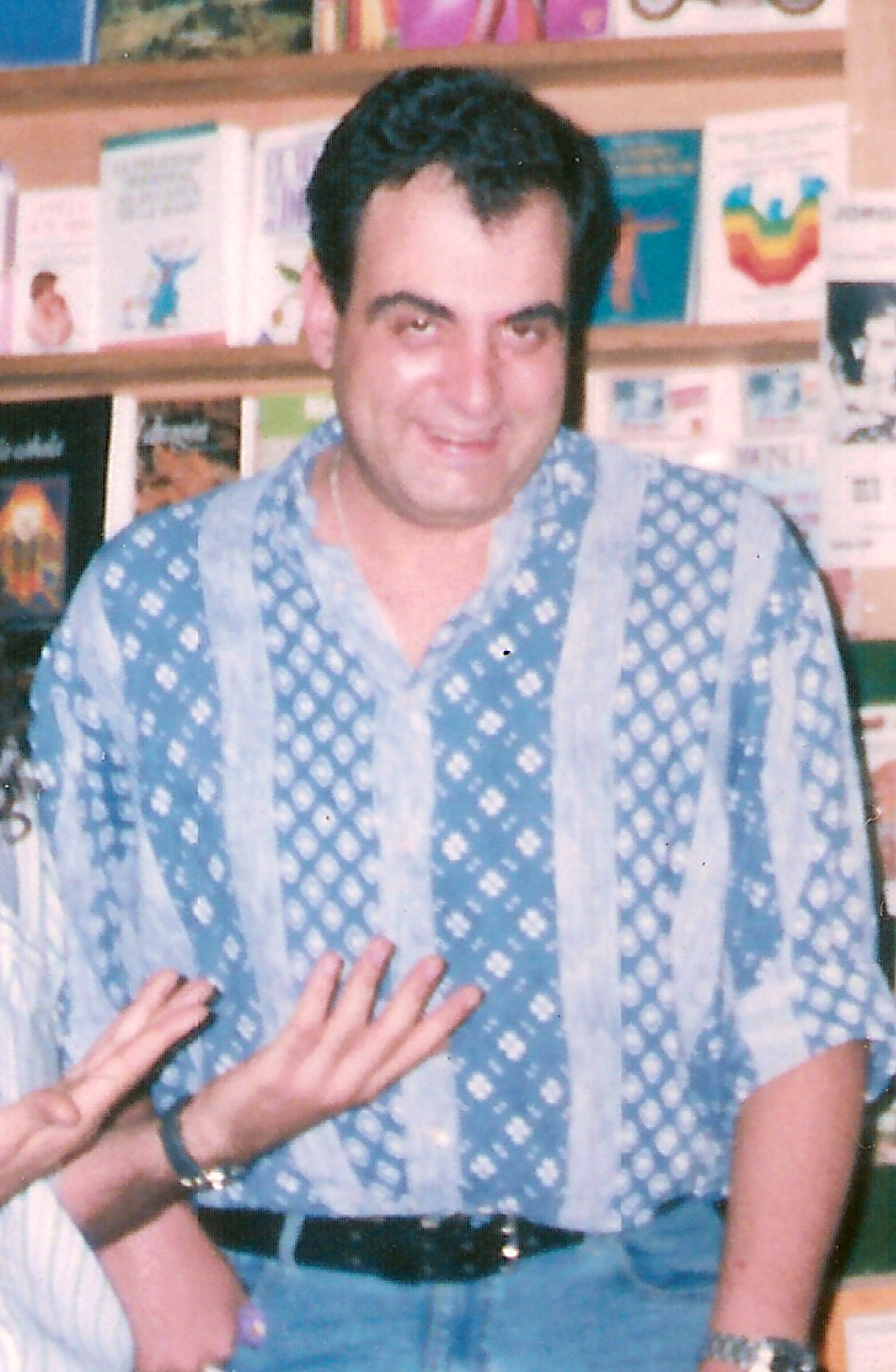
Lanata en 1994.

Fue parte de la fundación de la Cooperativa de Periodistas Independientes, editora de la revista El Porteño, fundada y creada por Gabriel Levinas y Miguel Briante (entre 1982 y 1993), en la que se desempeñó como jefe de Redacción.
Fundó y dirigió los diarios Página/12, Crítica de la Argentina y las revistas Veintitrés, Página/30 y Ego.
Hacia mayo de 1987, a los 26 años, fue fundador del diario de centroizquierda política Página/12 y fue su director periodístico durante el primer septenio. En agosto de 1990, sacó la revista mensual Página/30, que dirigió hasta abril de 1995.
En 1998, fundó la revista Veintiuno, donde reunió a antiguos redactores de Página/12 como Ernesto Tenembaum, Marcelo Zlotogwiazda, Martín Caparrós, Andrea Rodríguez y Adrián Paenza, entre otros. En su primer aniversario, la revista pasó a llamarse Veintidós, y en el segundo, Veintitrés, nombre que mantuvo. Lanata dejó su dirección a fines de 2001 y vendió la mayor parte de las acciones al grupo dueño de TV Guía. En 2001 fundó la revista EGO.
Ha colaborado en publicaciones como Siete Días, Diario Popular, El Periodista de Buenos Aires, Perfil, y del exterior como El Nuevo Herald (de Miami), The Washington Times, El Espectador (de Bogotá) y El Diario de Caracas (de Venezuela).

#### Crítica de la Argentina
Luego de dejar su columna en el diario Perfil, en agosto de 2007, se lanzó a la creación de Crítica de la Argentina. Ese diario empezó a ser editado el 2 de marzo de 2008 y, a pesar del éxito de sus comienzos (tuvo una tirada inicial de 80.000 ejemplares agotados), las ventas desaceleraron y Lanata abandonó su cargo como director, manteniendo su colaboración como columnista.
El periodista afirmó que presentó su renuncia por «diferencias» con el empresario Antonio Mata, accionista mayoritario, quien más tarde sería acusado e investigado por administración fraudulenta en la causa por el vaciamiento de Aerolíneas Argentinas. Otras versiones sostenían que su alejamiento se debió a la caída en las ventas.
Meses después, luego de un duro período de crisis por las ventas que seguían cayendo y en medio de un conflicto entre los accionistas Mata y Marcelo Figueiras ―quienes se negaban a asumir la responsabilidad por las deudas― y los empleados del diario que ocupaban la planta y exigían el pago de sus salarios, Papel 2.0 S. A., la empresa que controlaba Crítica, declaró la quiebra. Lanata asumió la quiebra y quedó inhibido. Según Alejandra Mendoza, testigo del momento, Lanata ofreció dejar a todos los empleados de la revista en una cooperativa pero la propuesta no fue aceptada por los trabajadores.

### Radio
Trabajó en el informativo de Radio Belgrano y, en la misma emisora, durante la transición democrática iniciada en diciembre de 1983, tuvo a su cargo las investigaciones del programa Sin anestesia conducido por Eduardo Aliverti.
En la radio Rock & Pop, tuvo programas como Hora 25 y RompeCabezas, que recibió el Premio Martín Fierro a mejor periodístico radial de 1995.
Luego de un corto período con baja audiencia en los mediodías de Radio Colonia de Uruguay, volvió en 2005 con «Lanata AM» por Radio del Plata. Hasta diciembre de 2007, condujo «Lanata PM», de 17 a 20 por la misma AM 1030, junto a Maximiliano Montenegro, Reynaldo Sietecase, Norberto El Ruso Verea, Verónica Castañares y Romina Manguel, entre otros columnistas.
En 2012 colaboró en la tertulia latinoamericana de La Ventana, programa de Gemma Nierga en la Cadena SER de radio en España, junto a Álvaro Vargas Llosa y Boris Izaguirre los martes de 16 a 17 (hora de Madrid; sale desde la Argentina de 11 a 12).
Ese año, de lunes a viernes de 10 a 14, por Radio Mitre, empezó a conducir Lanata sin filtro, en streaming.

### Televisión
Fue el creador del programa Día D, galardonado con el Premio Martín Fierro en tres categorías y uno de los más destacados que haya conducido. Su continuidad fue Detrás de las noticias. También condujo Viaje al fin de la noche, ¿Por qué?, y La Luna.
En 2008, participó en el último capítulo de la telenovela Vidas robadas.
Desde abril de 2009 hasta 2011 condujo un programa periodístico por Canal 26, Después de todo, conocido por sus siglas (DDT).
En 2010 produjo y condujo el documental BRIC, basado en la teoría económica que proyecta las nuevas potencias del mundo para el 2050 sobre el homónimo grupo de economías ascendentes en el canal Infinito emitido también por la Cable News Network (CNN) y nominado para los Premios Martín Fierro de Cable.
En 2011 produjo y condujo el documental 26 personas para salvar al mundo que fue también emitido por CNN, con el que recorrió los cinco continentes para entrevistar a filósofos, escritores, científicos y pensadores que discuten cómo salvar al mundo.
Tuvo una efímera experiencia en Uruguay, en Teledoce. El programa Lanata.uy fue levantado, según alegó el canal, "por motivos netamente económicos", en un hecho que causó preocupación entre los periodistas uruguayos.
El 15 de abril de 2012 comenzó Periodismo para todos (PPT). La segunda temporada del ciclo televisivo comenzó el 14 de abril de 2013, todos los domingos a las 22 en el canal 13.
Ese programa fue el más visto de 2013 y marcó la agenda política de radios, televisión y medios escritos que se dedicaban durante la semana a profundizar los temas iniciados por él e incluso el gobierno le contestaba con hechos. Eso llevó a Lanata a convertirse en una megaestrella del espectáculo. El programa se mantuvo una década.
El viernes 18 de septiembre de 2015, el juez tucumano que decidió anular las elecciones en esa provincia, habría usado los «videos de Lanata» junto con una nota de La Nación, refiriéndose al informe del domingo previo en PPT.
A finales de noviembre de 2015, luego de las elecciones presidenciales, Lanata dijo que daría fin a su ciclo Periodismo para todos. Adujo su ambición de perseguir nuevos proyectos, entre ellos la apertura de un portal de noticias «DUCTO», el regreso como columnista a Clarín y nuevos ciclos en la televisión. En ese ciclo realizó investigación sobre lo que se denominó "La ruta del dinero K" por el cual recibió varios premios. 
En abril de 2016 comenzó su ciclo de juegos El argentino más inteligente, por Canal 13, pero fue pronto levantado por baja audiencia.
En 2019, tuvo un programa de entrevistas llamado Hora 25.
| Ficciones                  | Ficciones                        | Ficciones     | Ficciones  | Ficciones                                             | Ficciones |
| Año                        | Ficción                          | Personaje     | Canal      | Notas                                                 |           |
| -------------------------- | -------------------------------- | ------------- | ---------- | ----------------------------------------------------- | --------- |
| 2005                       | Numeral 15                       | Mauro Savedra | Telefe     | Episodio: "Ringtone"                                  |           |
| 2008                       | Vidas robadas                    | "El Oreja"    | Telefe     | Participación especial                                |           |
| Programas                  |                                  |               |            |                                                       |           |
| Año                        | Programa                         | Rol           | Canal      | Notas                                                 |           |
| 1995-1997, 1999-2000, 2003 | Día D                            | Conductor     | América TV |                                                       |           |
| 2001                       | La Luna                          | Conductor     | América TV |                                                       |           |
| 2001-2002                  | Detrás de las noticias           | Conductor     | América TV |                                                       |           |
| 2003                       | ¿Por qué?                        | Conductor     | América TV |                                                       |           |
| 2009                       | Después de todo                  | Conductor     | Canal 26   |                                                       |           |
| 2010                       | 26 personas para salvar el mundo | Conductor     | Infinito   |                                                       |           |
| 2010                       | BRIC                             | Conductor     | Infinito   | También productor                                     |           |
| 2012-2023                  | Periodismo para todos            | Conductor     | Canal 13   |                                                       |           |
| 2013                       | A todo o nada (especial domingo) | Apariciones   | Canal 13   | Apariciones especiales previo a Periodismo para todos |           |
| 2014                       | Los 8 escalones                  | Jurado        | Canal 13   |                                                       |           |
| 2016                       | El argentino más inteligente     | Conductor     | Canal 13   | Se transmitieron 5 de 10 emisiones.                   |           |
| 2018                       | Malditos                         | Conductor     | Canal 13   |                                                       |           |
| 2019                       | Hora 25                          | Conductor     | TN         |                                                       |           |

### Director de cine
En octubre de 2004, estrenó Deuda, un documental sobre la deuda externa de la Argentina. Esta película tuvo dos nominaciones al Cóndor de Plata en 2005: como Mejor Largometraje Documental y como Mejor Guion Largometraje Documental.
En marzo de 2007 se produjo el estreno de Tan lejos, tan cerca: Malvinas, 25 años después, otro documental de investigación que realizó acerca de las huellas de la guerra de las Malvinas y las corporaciones extranjeras beneficiadas con el conflicto.
Dirigió el video musical de la canción «La argentinidad al palo», de la banda Bersuit Vergarabat.

### Actor
En 2011 incursionó como actor en el filme argentino de comedia dramática Medianeras, en un rol secundario de un traumatólogo que da consejos sobre salud al protagonista.
| Cine | Cine                       | Cine                | Cine            | Cine                                | Cine |
| Año  | Título                     | Rol                 | Dirección       | Notas                               |      |
| ---- | -------------------------- | ------------------- | --------------- | ----------------------------------- | ---- |
| 1992 | El lado oscuro del corazón | Extra, en el cabaré | Eliseo Subiela  | Cameo                               |      |
| 2000 | Constitución               | Voz en off          | Marcel Czombos  | Cortometraje                        |      |
| 2004 | Deuda                      | Él mismo            | Andrés Schaer   | Documental (guionista y codirector) |      |
| 2011 | Medianeras                 | Médico              | Gustavo Taretto |                                     |      |

### Teatro
En 2008, recibió una propuesta del productor teatral Lino Patalano para actuar en teatro de revista. El 24 de octubre, debutó en la obra La rotativa del Maipo, donde encabezó la marquesina del centenario teatro argentino junto con figuras como el grupo pop Miranda! (compuesto por Ale Sergi y Juliana Gattas) y la vedette Ximena Capristo. Realizó un monólogo y presentó la tapa del diario Crítica del día siguiente, en lo que significó su debut en un escenario.
| 2008-2010 | La rotativa del Maipo | - | autor y director |

### Tapa de revistas
Lanata llegó muchas veces a la tapa de las revistas. Lo fue en la revista Noticias de 2012 en dos oportunidades, cuando salió su biografía escrita por Luis Majul. Fue otras dos veces portada de la edición local de Rolling Stone, en 1999 y en 2013, bautizado como el «Toro Salvaje» del periodismo argentino, apodo que trascendió las fronteras. Otra vez, en 2013, Noticias lo puso como si fuera un torero. Ese año fue dos veces a la carátula de Paparazzi.

## Obras
- 1987: El nuevo periodismo (recopilación de textos de diversos autores).
- 1988: La guerra de las piedras (crónica del enfrentamiento árabe-israelí en la Franja de Gaza). Buenos Aires: Página/12, 1988.
- 1991: Polaroids (relatos). ISBN 950-742-089-4.
- 1992: Historia de Teller (novela). ISBN 950-742-250-1.
- 1994: Cortinas de humo (en coautoría con Joe Goldman. Investigación periodística sobre los atentados a instituciones judías en Buenos Aires). Buenos Aires: Planeta, 1994. ISBN 950-742-582-9.
- 1997: Vuelta de página (recopilación de notas y editoriales). ISBN 987-96705-0-7.
- 2003: Argentinos (dos tomos de más de 500 páginas que abarcan la historia argentina desde su nacimiento hasta la actualidad; existe una versión de bolsillo [ISBN 84-666-2456-2] y otra pedagógica como «lectura recomendada para enseñanza media». ISBN 950-15-2277-6. ISBN 950-15-2258-X / ISBN 950-15-2259-8.
- 2004: ADN. Mapa genético de los defectos argentinos (libro de opinión). ISBN 950-49-1286-9.
- 2006: Enciclopedia universal del verso.
- 2007: Muertos de amor (relato de un sueño revolucionario y su violento fracaso en la que detalla los fusilamientos de dos miembros de la guerrilla que seguía al Che Guevara. Buenos Aires: Alfaguara, 2007. ISBN 978-987-04-0653-2.[65]
- 2008: Hora 25 (textos privados y públicos de diversos años; incluye poemas y fotos).
- 2008: Argentinos (edición definitiva en tomo único; los capítulos sobre el Che Guevara y la Guerra de Malvinas fueron removidos y realizó documentales sobre esos temas). ISBN 978-950-07-3002-0
- 2012: 26 personas para salvar al mundo (entrevistas realizadas por Jorge Lanata a 26 personas influyentes de todo el mundo, grabadas para documental homónimo). Buenos Aires: Sudamericana, 2012. ISBN 9789500739955.
- 2014: 10K, la década robada. Datos y hechos en los años de la grieta (artículos de opinión). ISBN 9789504939030 (e-book ISBN 9789504939085). Buenos Aires: Grupo Planeta, 2014.

## Premios y nominaciones

### Premios

#### Premio Martín Fierro
| Año  | Categoría                                   | Trabajo nominado       | Resultado | Ref.   |
| ---- | ------------------------------------------- | ---------------------- | --------- | ------ |
| 1996 | Mejor programa periodístico de radio        | Rompe/cabezas          | Ganador   | [ 66 ] |
| 1996 | Mejor programa periodístico de televisión   | Día D                  | Ganador   | [ 66 ] |
| 1996 | Mejor labor periodística                    | Día D                  | Ganador   | [ 66 ] |
| 1997 | Mejor programa periodístico de televisión   | Día D                  | Ganador   | [ 67 ] |
| 1997 | Mejor labor periodística                    | Día D                  | Ganador   | [ 67 ] |
| 1999 | Mejor programa periodístico de televisión   | Día D                  | Ganador   | [ 68 ] |
| 1999 | Mejor labor periodística masculina          | Día D                  | Nominado  | [ 68 ] |
| 2000 | Mejor programa periodístico de televisión   | Día D                  | Nominado  | [ 69 ] |
| 2000 | Mejor labor periodística masculina          | Día D                  | Nominado  | [ 69 ] |
| 2001 | Mejor programa periodístico de televisión   | Detrás de las noticias | Nominado  | [ 70 ] |
| 2001 | Mejor labor periodística masculina          | Detrás de las noticias | Ganador   | [ 70 ] |
| 2002 | Mejor labor periodística masculina          | Detrás de las noticias | Ganador   | [ 71 ] |
| 2003 | Mejor programa periodístico de televisión   | Día D                  | Nominado  | [ 72 ] |
| 2003 | Mejor labor periodística masculina          | Día D                  | Ganador   | [ 72 ] |
| 2005 | Mejor labor periodística masculina en radio | Lanata PM              | Ganador   | [ 73 ] |
| 2006 | Mejor programa periodístico de radio        | Lanata PM              | Nominado  | [ 74 ] |
| 2007 | Mejor programa periodístico de radio        | Lanata PM              | Ganador   | [ 75 ] |
| 2012 | Mejor labor periodística masculina en radio | Lanata sin filtro      | Ganador   | [ 76 ] |
| 2012 | Mejor programa periodístico de televisión   | Periodismo para todos  | Ganador   | [ 76 ] |
| 2012 | Mejor labor periodística masculina          | Periodismo para todos  | Ganador   | [ 76 ] |
| 2013 | Mejor programa periodístico de televisión   | Periodismo para todos  | Ganador   | [ 77 ] |
| 2013 | Mejor labor periodística masculina          | Periodismo para todos  | Ganador   | [ 77 ] |
| 2013 | Mejor programa periodístico de radio        | Lanata sin filtro      | Nominado  | [ 77 ] |
| 2014 | Mejor programa periodístico de televisión   | Periodismo para todos  | Ganador   | [ 78 ] |
| 2014 | Mejor labor periodística masculina          | Periodismo para todos  | Ganador   | [ 78 ] |
| 2014 | Mejor programa periodístico de radio        | Lanata sin filtro      | Nominado  | [ 78 ] |
| 2014 | Mejor labor periodística masculina en radio | Lanata sin filtro      | Ganador   | [ 78 ] |
| 2015 | Mejor programa periodístico de televisión   | Periodismo para todos  | Ganador   | [ 79 ] |
| 2015 | Mejor labor periodística masculina          | Periodismo para todos  | Ganador   | [ 79 ] |
| 2015 | Martín Fierro de Oro                        | Periodismo para todos  | Ganador   | [ 79 ] |
| 2016 | Mejor programa periodístico de televisión   | Periodismo para todos  | Nominado  | [ 80 ] |
| 2017 | Mejor programa periodístico de televisión   | Periodismo para todos  | Nominado  | [ 81 ] |
| 2021 | Labor periodística masculina                | Periodismo para todos  | Ganador   |        |
| 2021 | Periodístico                                | Periodismo para todos  | Nominado  |        |

#### Premios Martín Fierro de Cable
| Año  | Categoría                   | Trabajo nominado | Resultado | Ref.   |
| ---- | --------------------------- | ---------------- | --------- | ------ |
| 2010 | Mejor programa periodístico | Después de todo  | Nominado  | [ 82 ] |
| 2011 | Mejor programa documental   | BRIC             | Nominado  | [ 83 ] |

#### Premios Tato
| Año  | Categoría                          | Trabajo nominado      | Resultado | Ref.   |
| ---- | ---------------------------------- | --------------------- | --------- | ------ |
| 2012 | Mejor programa periodístico        | Periodismo para todos | Ganador   | [ 84 ] |
| 2012 | Mejor labor periodística masculina | Periodismo para todos | Ganador   | [ 84 ] |
| 2013 | Mejor conducción periodística      | Periodismo para todos | Ganador   | [ 85 ] |
| 2013 | Mejor programa periodístico        | Periodismo para todos | Ganador   | [ 85 ] |
| 2013 | Programa del año                   | Periodismo para todos | Ganador   | [ 85 ] |
| 2015 | Mejor programa periodístico        | Periodismo para todos | Ganador   | [ 86 ] |
| 2015 | Mejor conducción periodística      | Periodismo para todos | Ganador   | [ 86 ] |
| 2016 | Mejor programa periodístico        | Periodismo para todos | Ganador   | [ 87 ] |
| 2016 | Mejor conducción periodística      | Periodismo para todos | Nominado  | [ 87 ] |
| 2017 | Mejor programa periodístico        | Periodismo para todos | Nominado  | [ 88 ] |
| 2017 | Mejor conducción periodística      | Periodismo para todos | Nominado  | [ 88 ] |

#### Premios Clarín
| Año  | Categoría                   | Trabajo nominado       | Resultado | Ref.   |
| ---- | --------------------------- | ---------------------- | --------- | ------ |
| 1999 | Mejor labor periodística    | Día D                  | Ganador   | [ 89 ] |
| 2002 | Mejor programa periodístico | Detrás de las noticias | Nominado  |        |
| 2003 | Mejor programa periodístico | Día D                  | Ganador   |        |

#### Premios Éter
| Año  | Categoría                  | Trabajo nominado | Resultado | Ref.   |
| ---- | -------------------------- | ---------------- | --------- | ------ |
| 2005 | Labor periodística         | Lanata AM        | Ganador   | [ 90 ] |
| 2006 | Labor periodística         | Lanata AM        | Ganador   | [ 91 ] |
| 2006 | Conducción masculina en AM | Lanata AM        | Nominado  | [ 91 ] |
| 2007 | Programa en AM             | Lanata en PM     | Nominado  | [ 92 ] |
| 2007 | Labor periodística         | Lanata en PM     | Nominado  | [ 92 ] |

#### Premios Cóndor de Plata
| Año  | Categoría                              | Trabajo nominado | Resultado | Ref.   |
| ---- | -------------------------------------- | ---------------- | --------- | ------ |
| 2004 | Mejor largometraje documental          | Deuda            | Nominado  | [ 93 ] |
| 2004 | Mejor guion de largometraje documental | Deuda            | Nominado  | [ 93 ] |

#### Premio Konex
| Año  | Categoría                                  | Trabajo nominado                 | Resultado | Ref.   |
| ---- | ------------------------------------------ | -------------------------------- | --------- | ------ |
| 1997 | Diploma al Mérito - Dirección periodística | Por su labor en la última década | Ganador   | [ 94 ] |
| 2007 | Diploma al Mérito - Televisiva             | Por su labor en la última década | Ganador   | [ 94 ] |
| 2007 | Premio Konex de Platino - Televisiva       | Por su labor en la última década | Ganador   | [ 94 ] |
| 2017 | Diploma al Mérito - Televisiva             | Por su labor en la última década | Ganador   |        |
| 2017 | Premio Konex de Platino - Televisiva       | Por su labor en la última década | Ganador   |        |

#### Premios ACE
| Año  | Categoría                    | Trabajo nominado | Resultado | Ref.   |
| ---- | ---------------------------- | ---------------- | --------- | ------ |
| 2011 | Programa comunitario del año | BRIC             | Ganador   | [ 95 ] |

#### Premios Fund TV
| Año  | Categoría                                    | Trabajo nominado      | Resultado | Ref.   |
| ---- | -------------------------------------------- | --------------------- | --------- | ------ |
| 1998 | Programa Periodístico local                  | Día D                 | Ganador   | [ 96 ] |
| 2013 | Programa Periodístico de Actualidad política | Periodismo para todos | Ganador   | [ 97 ] |
| 2014 | Programa Periodístico de Opinión             | Periodismo para todos | Ganador   | [ 98 ] |
| 2014 | Premio Extraordinario                        | Periodismo para todos | Ganador   | [ 98 ] |
| 2015 | Programa Periodístico de Actualidad política | Periodismo para todos | Ganador   | [ 99 ] |

#### Premios Emmy
| Año  | Categoría              | Trabajo nominado      | Informe              | Resultado | Ref.    |
| ---- | ---------------------- | --------------------- | -------------------- | --------- | ------- |
| 2014 | Temas de la actualidad | Periodismo para todos | La ruta del dinero K | Nominado  | [ 100 ] |

### Méritos
- Jurado en la Universidad de Harvard y en el Premio Nacional de Periodismo de Ecuador.
- Ha sido invitado a dar conferencias sobre su especialidad en las universidades nacionales y privadas argentinas y en varias del exterior: Salamanca, Complutense (de Madrid), São Paulo, Columbia, Santiago de Chile, Bogotá, Montevideo, Sociedad Interamericana de Prensa, etc.).

### Reconocimientos
- 1991: Lápiz de Oro al mejor aviso publicitario para televisión.
- 1994: Fundación Huésped lo premió por su trabajo.
- 1994: Broadcasting a la excelencia en radio.
- 1996: Broadcasting a la excelencia en televisión.
- 1997: Broadcasting a la excelencia en televisión.
- 1997: TEA lo premió como uno de los diez periodistas de la década.
- 1999: Premio Rodolfo Walsh por su labor periodística entregado por la Facultad de Periodismo y Comunicación Social de la Universidad Nacional de La Plata.
- 2001: Broadcasting a la excelencia en televisión.
- 2003: Ciudadano ilustre de la ciudad de Mar del Plata.
- 2002: Broadcasting a la excelencia en conducción televisiva.
- 2003: Es integrado al jurado de honor de los premios Clarín.
- 2004: Ciudadano ilustre de la provincia de Córdoba.
- 2006: Premio a la Libertad, otorgado por la Fundación Atlas para una Sociedad Libre, que promociona el libre mercado.
- 2013: Premio Iris Internacional por su trayectoria y por las denuncias políticas en su programa Periodismo para todos.[101]
- 2014: Medalla de Plata otorgada en el New York Festivals por su investigación en «La ruta del dinero K».[102][103][104][105][106]
- 2024: Diario El País lo consideró como el periodista más influyente de la Argentina.[5]